# Dej Loaf
Deja Trimble (8 de abril de 1991), más conocida por su nombre artístico Dej Loaf (estilizado como DeJ Loaf y pronunciado "Dej louf"), es una cantante y rapera estadounidense de Detroit, Míchigan. Comenzó su carrera musical en 2011, y lazó su mixtape debut Just Do It en 2012. En octubre de 2014,  lanzó su segundo mixtape, Sell Sole.
DeJ Loaf tuvo su popularidad más grande en 2014 con su sencillo "Try Me", el cual logró inicialmente una popularidad viral en internet y llegó al número 45 en la lista Billboard Hot 100. La canción fue certificada Oro  el 3 de abril de 2015 en los Estados Unidos.

## Primeros años
Deja Trimble nació un 8 de abril de 1991 en Detroit, Míchigan y fue criada en el lado este de la ciudad. Creciendo, ella a menudo escuchaba música con sus padres y abuela, desde música de 2Pac, Rakim incluso Miles Davis. Su padre fue asesinado cuándo ella sólo tenía cuatro años. De niña se decribía como "buena y una decente estudiante" quién mayormente se mantenía sola,  comenzó a escribir música original para sí misma a la edad de 9 años. DeJ se graduó de Southeastern High School en Detroit en 2009, jugaba baloncesto, y más tarde ingresó a la Universidad Estatal Saginaw Valley para estudiar tres semestres de enfermería antes de decidir centrarse en una carrera de música con dedicación exclusiva.

## Carrera musical
DeJ Loaf empezó su carrera como artista hip hop en el año 2011; su nombre artístico es una combinación de una versión acortada de su primer nombre, "Deja", y "loafer" tomado de Air Jordans.  Lanzó su primer mixtape, Just Do It en 2013, el cual atrajo la atención de SAYITAINTTONE, una rapera de Detroit. Más tarde le firmó con IBGM (I Been Gettin' Money) y su equipo de administración.
La canción "Try Me", producida por DDS, y lanzada como sencillo en julio de 2014, aumentó su popularidad viral después de que el artista canadiense Drake citara la letra de la canción en una publicación de Instagram. Después firmó con Columbia Records en octubre y poco después liberó el mixtape Sell Sole. DeJ Loaf fue presentada en la canción "Detroit vs. Everybody" de la recopilación Shady XV (2014) del rapero Eminem. Fue telonera en Norteamérica durante la gira The Pinkprint Tour de Nicki Minaj.

## Discografía

### EP
| Título                      | Detalles de álbum                                                                        | Posiciones más altas en listas | Posiciones más altas en listas | Posiciones más altas en listas |
| Título                      | Detalles de álbum                                                                        | EE.UU                          | EE. UU. R&B/HH                 | EE. UU. Rap                    |
| --------------------------- | ---------------------------------------------------------------------------------------- | ------------------------------ | ------------------------------ | ------------------------------ |
| ...And See That's the Thing | - Lanzamiento: 31 de julio de 2015 - Sello: Columbia Records - Formato: descarga Digital | 47                             | 8                              | 6                              |

### Mixtapes
- Just Do It (2012)
- Sell Sole (2014)
- All Jokes Aside (2016)

### Sencillos

#### Como artista líder
| Título                                                                                     | Año  | Posiciones más altas | Posiciones más altas | Posiciones más altas | Certificaciones | Álbum                       |
| Título                                                                                     | Año  | EE.UU.               | USR&B/HH             | USRap                | Certificaciones | Álbum                       |
| ------------------------------------------------------------------------------------------ | ---- | -------------------- | -------------------- | -------------------- | --------------- | --------------------------- |
| "Try Me"                                                                                   | 2014 | 45                   | 12                   | 8                    | - RIAA: Oro     | Sell Sole                   |
| "We Good"                                                                                  | 2014 | —                    | —                    | —                    | —               | N/A                         |
| ""Detroit vs. Everybody" (con Eminem, Royce da 5'9", Danny Brown, Big Sean, y Trick-Trick) | 2014 | —                    | 28                   | 23                   | —               | Shady XV                    |
| "We Be on It"                                                                              | 2015 | —                    | —                    | —                    | —               | Sell Sole                   |
| "Me U & Hennessy (Remix)" (con Lil Wayne)                                                  | 2015 | —                    | 38                   | —                    | - RIAA: Platino | N/A                         |
| "Back Up" (con Big Sean)                                                                   | 2015 | 47                   | 16                   | 10                   | —               | ...And See That's the Thing |
| "Hey There" (con Future)                                                                   | 2015 | —                    | 47                   | —                    | —               | ...And See That's the Thing |
| "—" Denota que la canción que no llegó o no fue liberado en ese territorio.                |      |                      |                      |                      |                 |                             |

#### Como artista invitada
| Título                                                                   | Año  | Posiciones más altas en listas | Posiciones más altas en listas | Posiciones más altas en listas | Certificaciones | Álbum              |
| Título                                                                   | Año  | EE.UU                          | EE. UU.R&B/HH                  | US Rap                         | Certificaciones | Álbum              |
| ------------------------------------------------------------------------ | ---- | ------------------------------ | ------------------------------ | ------------------------------ | --------------- | ------------------ |
| "Be Real" (Kid Ink con DeJ Loaf)                                         | 2015 | 43                             | 12                             | 7                              | - RIAA: Oro     | Full Speed         |
| "What You Do To Me (Remix)" (Lil Durk con DeJ Loaf)                      | 2015 | —                              | —                              | —                              | —               | N/A                |
| "Ryda" (The Game featuring DeJ Loaf)                                     | 2015 | —                              | —                              | —                              | —               | N/A                |
| "Tied Up" (Casey Veggies con DeJ Loaf)                                   | 2015 | —                              | —                              | —                              | —               | Live & Grow        |
| "I Just Wanna..." (Elijah Blake con DeJ Loaf)                            | 2015 | —                              | —                              | —                              | —               | Shadows & Diamonds |
| "—" Denota una canción que no llegó o no fue liberado en ese territorio. |      |                                |                                |                                |                 |                    |

### Otras colaboraciones
| Título                    | Año  | Otro artista(s)                               | Álbum                            |
| ------------------------- | ---- | --------------------------------------------- | -------------------------------- |
| "Baddest in the Building" | 2014 | E-40, Luigi the Singer                        | Sharp On All 4 Corners: Corner 2 |
| "Allergic 2 Broke"        | 2014 | Webbo                                         | Independent Ballin               |
| "Blah Blah Blah (Remix)"  | 2014 | Rich Homie Quan, Fabolous, Ty Dolla Sign      | N/A                              |
| "Found One"               | 2015 | Oba Rowland                                   | Found One                        |
| "Post to Be (Remix)"      | 2015 | Omarion, Ty Dolla Sign, Trey Songz, Rick Ross | N/A                              |
| "League of My Own"        | 2015 | Samantha J                                    | N/A                              |
| "Real"                    | 2015 | Trae Tha Truth                                | Tha Truth                        |
| "Step Up"                 | 2015 | The Game, Sha Sha                             | The Documentary 2                |
| "Mi Beyoncé"              | 2015 | Lil Durk                                      | 300 Days, 300 Nights             |
| "Sabrina"                 | 2015 | Dreezy                                        | N/A                              |